# Бурдин, Михаил Николаевич
Михаил Николаевич Бурдин — руководитель ансамбля «Зарни Ань», народный артист Республики Коми.

## Биография
Родился 18 августа 1948 году на крайнем севере в деревне Зулэб Корткеросского района Республики Коми. С пяти лет играл на гармошке на всех праздниках деревни. Когда Михаил Бурдин учился в 8 классе, его игру услышал преподаватель музучилища, композитор Прометей Ионович Чисталёв, который приехал в фольклорную экспедицию в Зулэб. По совету Прометея Ионовича Михаил Бурдин отправился в Сыктывкар учиться музыке в государственное музучилище, и закончил отделение народных инструментов его по классу баяна.
После училища Михаил Бурдин окончил Ленинградскую консерваторию имени Римского-Корсакова, аспирантуру при консерватории. И после стажировки в Северном русском хоре он вернулся в Сыктывкар работать в филармонии солистом-инструменталистом.
В 1974 года Михаил Николаевич становится руководителем оркестра народных инструментов при Государственном ансамбле песни и танца Коми АССР «Асъя кыа».
С 1991 года — художественный руководитель и директор Коми Республиканского театра фольклора, который в 1992 году преобразовали в Национальный музыкально-драматический театр.
В 1995 году основывает и становится руководителем творческой лаборатории при Государственном Центре народного творчества Республики Коми «Шондібан».
С 1996 года руководит профессиональным фольклорно-этнографическим ансамблем «Зарни Ань».
9 августа 2017 года в деревне Зулэб Корткеросского района открыли музей музыканта и композитора Михаила Бурдина.